# Mengemor
Mengemor (del acróstico: Mendoza - González Echarte y Moreno) fue un gabinete de ingeniería español creado por el trío de ingenieros Antonio González Echarte, Carlos Mendoza y Sáez de Argandoña y Alfredo Moreno Osorio. El objetivo de la empresa era el desarrollo de la energía hidroeléctrica en España. Los primeros diseños fueron para la Confederación Hidrográfica del Guadalquivir; igualmente uno de los motivos de su creación fue el desarrollo del suburbano en Madrid en colaboración con Miguel Otamendi.

## Historia
El 14 de marzo del año 1904 se funda en Madrid la Compañía Anónima Mengemor. Los contribuyentes al gabinete son tres ingenieros, apoyados por la familia Crespi de Valldaura (concretamente de Carlos Crespi de Valldaura). El periodo de expansión de la compañía va desde el año 1904 a 1922 actuando sobre tres líneas de obras hidráulicas:  Madrid (Tetuán de las Victorias), Ohanes-Almería y Jaén, en el río Guadalimar. En 1907 Mengemor suscribe el primer contrato con la Real Compañía Asturiana de Minas. Algunos prestigiosos arquitectos colaboran con ellos como es Antonio Palacios. 
En la década de 1930 la compañía cotiza en la Bolsa de Madrid. 
La guerra civil supuso para Mengemor una parada de cierta importancia. Tras el conflicto bélico reanudó operaciones realizando absorciones de empresas eléctricas. Mengemor pasó por apuros económicos diversos debido a una etapa de sequía que le hizo difícil cubrir la demanda de sus clientes, razón por la que terminó fusionándose con la Compañía Sevillana de Electricidad en 1951.  La todopoderosa "Sevillana" adquirió al año siguiente Utrerana de Electricidad y en 1954 a Distribuidora de Electricidad S.A. (que abastecía a Úbeda y Baeza).